# يوه أساكورا
يوه أساكورا (麻倉 葉, Asakura Yō) هو أحد شخصيات الأنمي الياباني Shaman king, والمعروف في العالم العربي باسم زعيم المحاربين.
ممثلة الأداء الصوتي في النسخة اليابانية هي يوكو ساتو، والنسخة الإنجليزية سيباستيان أرسيلوس.

## الشخصية
وولد يوه في 12 مايو، من عام 1999 ويمتلك فصيلة دم سلبي
هدف يوه في المسلسل هو أن يصبح ملك الشامان أو المعروف في النسخة العربية بزعيم المحاربين، ليفي بوعده لبنت عمه آنا اساكورا " هي بنت عم يوه، هاو أساكورا "Hao Asakura" هو الشخصية الشريرة في المسلسل، أنجبت والدة يوه توأمان، وهما يوه وهاو، وأصبح يوه هو الجانب الخيّر لهاو.
يوه أحد أفراد فريق ينابيع فونباري الحارة في قتال الشامان (آنا من اتخذ هذا الاسم لفريق يوه).
مانتا أويامادا "Manta Oyamada" رين تاو "Ren Tao" هم أفضل الأصدقاء وأهمهم ليوه لأنهم أول صديقين بشريين له.

## أميدامارو Amidamaru
أميدامارو هو شبح لمحارب ساموراي قد مات منذ 600 عام.
عندما كان أميدامارو صغيرًا تدرب على القتال لكي يبعد اللصوص ولحماية اليتامى الذين يسكن معهم بسيفه المسمى كاتانا "Katana".
كان أميدامارو دائمًا يكسر سيفه ويعيد صنعه من جديد صديقه الحميم موسوكي "Mosuke", وكان موسوكي يوبخ أميدامارو كلما كسر سيفه، فقد كانوا فقراء جدًا ولا يمكن توفير الحديد القوي والصلب.
كما أن الساموراي أميدامارو شريف جدًا، فلقد كان يرفض سرقة السيوف من الجثث والهياكل العظمية التي وجدت متناثرة في جميع أنحاء الأرض في ذلك الوقت.
موسوكي كان صانع سيوف ماهر، فأخذ سكين والده وصنع منه سيف لأميدامارو.
فشعر أميدامارو بالامتنان لتضحية موسوكي للذكرى الوحيدة المتبقية من والد موسوكي قبل وفاته وهو سكين والده، كما أنه بكى.
سأل موسوكي أميدامارو ما إذا كان بكى، لكن أميدامارو نفى ذلك قائلًا بأنها بعض قطرات المطر رشت على وجهه، ولذلك اسمى الكاتانا الذي صنعه موسوكي من سكين والده بـ «الهاروسامي Harusame» أي (مطر الربيع).
وعندما كبرا أميدامارو وموسوكي، ذهبا لدى الإمبراطور دايميو "Daimyo" للعمل لديه.
فأعجب بمهارات أميدامارو باعتبارها مهارات ساموراي، مهارات موسوكي معتبرًا موسوكي صانع سيوف ماهر.
وعملا لديه لحسن الحظ، ولكن ذلك لم يَدُم طويلًا.
وعد موسوكي أميدامارو بأن يصنع سيفًا أفضل من سيفه «الهاروسامي», فلم يَكُن دايميو الجشع يريد من موسوكي صنع سيف أفضل من الهاروسامي، فطلب دايميو من أميدامارو أن يقتل موسوكي.
وقد كان أميدامارو مدينًا لدايميو بالولاء ولم يَكُن يستطيع قتل صديقه موسوكي.
والتقى أميدامارو وموسوكي تحت شجرة على تل حيث أخبر أميدامارو موسوكي بأن دايميو نصب له فخًا.
فطلب أميدامارو من موسوكي الهروب بعيدًا، لأن أميدامارو لن يقبل بقتل أفضل أصدقائه.
طلب موسوكي من أميدامارو أن يعطيه الهاروسامي حتى يتمكن من إصلاحه وجعله أفضل ويعطيه له في وقت لاحق (تتغير ذلك في النسخة الإنجليزية).
أتفق أميدامارو وموسوكي، ووعد أميدامارو موسوكي بأنه سينتظره في ذلك المكان.
ولكن للأسف، فلقد تجسس أحد عليهما وأبلغ داييمو بذلك، فأمر دايمو رجاله بقتل موسوكي.
فذهب رجال دايميو أعلى التل على أمل قتل أميدامارو، ولكن أميدامارو قتلهم جميعا.
وتوفي أميدامارو لأنه لم يَكُن يملك الهاروسامي.
ولكن موسوكي لم يَمُت بعد، فقد ذهب إلى ذلك التل لتقديم السيف لأميدامارو ولكن بعد فوات الأوان، لأنه أراد ينفق المزيد من الوقت لإتقان صنعه.
ولقد حصل أميدامارو على سمعة سيئة والعديد من القصص بسبب قتله لرجال دايمو حتى وقتنا الحاضر.
في المانجا الإنجليزية وصفه بأنه شيطان، لقتله الكثير من الناس.

## عائلة أساكورا
كان يوه (هاو في الماضي) شامانًا قويًا للغاية.
هاو أساكورا أسس بيت أساكورا باعتبارها أونميوجي قبل 1000 سنة.
في أول لقاء بين هاو الحالي ويوه، لاحظت شخصيات المسلسل الشبه الكبير بين يوه وهاو.
ظنوا في بادئ الأمر أن هاو كان في الواقع جد يوه، الذي جسد روحه في جسد جديد.
في نهاية المطاف علم يوه والجميع بالحقيقة وبأنهما في الواقع توأمان – وأن يوه نسخة من هاو، والنصف الآخر من هاو الذي كان معروف باسم التوأم ليوه في المانجا، وفي المانجا يوه نفسه الذي يكشف حقيقته لأصدقائه.
وقد هَزِم هاو من قِبَل عائلة أساكورا قبل 1000 سنة، لكنه تمكن من تجسيد نفسه مرة أخرى بعد 500 عام، وقد جسد نفسه ليصبح من أحد أفراد قبيلة قرية المستنقع (قرية دوبي في النسخة الإنجليزية).
و هُزِم مرة ثانية من قِبَل يوهكين أساكورا وبِروح ماتاموني.
ولم يستسلم هاو بعد خسارته في المرة الأولى والثانية، فبعد 500 سنة جسد نفسه مرة ثالثة في عائلة الأساكورا، ولكن هذه المرة أنشقت روح هاو إلى نصفين مِمَّ أدى لتجسيد روح مماثلة لهاو، وهو يوه.
هاو ويوه استخدموا ليكونوا روح لشخص واحد، هاو كان الجزء الأكبر من روحه مع كل ذكرياته، في حين كان يوه أصغر جزء، وروح هاو الأصلية أنقسمت بطريقة ما عندما حصلت الولادة.
ولذلك في المسلسل هاو كان يُظهِر اهتمام غير عادي ليوه وليس في قوة يوه، وقال مرارًا أنه بحاجة إلى يوه لمساعدته.
بعد ولادة هاو قال لوالدته كيكو: «أرجو أن تعتني جيدًا بالنصف الآخر من روحي. فأنا سآتي في وقتٍ لاحق للمطالبة به».
في المانجا: «يعتزم هاو بأخذ النصف الآخر من روحه عن طريق أكلها», وفي الأنمي: «يفعل ذلك حقًا، على الرغم من أن يوه تمكن من استعادة روحه والتخلص من هاو».
عائلة الأساكورا معروفة ببراعتها الروحية، وفقط أولئك الذين يمتلكون قدرات روحية.والد يوه، ميكيهيسا أساكورا Mikihisa Asakura"", هو الراهب الناسك وهو المشرف على أثنين من أرواح الطبيعة، كيتسوني "Kitsune" (ثعلب) وتانوكي ""Tanuki (راكون - كلب).
ووالدة يوه، كيكو أساكورا "Keiko Asakura", هي ميكو وتمتلك القدرة على سماع الأرواح.
جد يوه، يوهيمي أساكورا "Yohmei Asakura", هو أونميوجي المعروف بقدرات الكهانة.
جدة يوه، كينو أساكورا "Kino Asakura", وهي الأيتاكو، وتدرب الفتيات الصغيرات على فن أوسوريزان " Osorezan ".